# غطاء آي آر سي
غطاء الآي آر سي (بالإنجليزية: vHost for IRC)‏ هو قناع افتراضي لتغطية عنوان بروتوكول إنترنت عند الدخول لشبكة آي آر سي معينة. وهو يستعمل لحماية رقم الآي بي والمستخدم من هجمات المخترقين.

## أنواع أغطية الآي آر سي
- غطاء عن طريق بوت HostServ: وهو الافتراضي دوما حيث يقوم المستخدم بإرسال أوامر خاصة إلى هذا البوت الذي يقوم بتغيير (في هوست) الخاصة بالمستخدم حسب ما يطلبه في أغلب الأحيان.
- عن طريق نظام أسماء النطاقات: وهي التي يظهر فيها عنوان الموقع المتصل منه بدل عنوان الآي بي.
- عن طريق شبكة افتراضية خاصة: وفي هذه الحالة تقوم شركة الاتصالات التي يشترك فيها المستخدم بتغطية عنوان الآي بي بشكل تلقائي.